# Neastacilla diomedeae
Neastacilla diomedeae är en kräftdjursart som först beskrevs av Benedict 1898.  Neastacilla diomedeae ingår i släktet Neastacilla och familjen Arcturidae. Inga underarter finns listade i Catalogue of Life.